# Jim Beaver
James Norman Beaver, Jr (ur. 12 sierpnia 1950 w Laramie) – amerykański aktor, dramaturg, scenarzysta i historyk filmu

## Życie prywatne
Dwukrotnie żonaty: 
- Deborah S. Young (10.08.1973 - 01.10.1976, rozwód)
- Cecily Adams (07.05.1989 - 03.03.2004, jej śmierć)

Ma córkę – Madeline Rose (ur. 18.08.2001)